# Blechwalzwerk Olbernhau
Das Blechwalzwerk Olbernhau war ein eisenmetallurgisches Unternehmen in der sächsischen Kleinstadt Olbernhau im Erzgebirge. Es hatte die Rechtsform eines Volkseigenen Betriebs (VEB). Er wurde 1947 als Sächsische Blechwalzwerke Olbernhau mit den vorhandenen Werksanlagen der F. A. Lange Metallwerke AG Aue gegründet und führte die mit Gründung der Saigerhütte Grünthal seit 1537 bestehende Geschichte der Metallurgie am Standort fort.

## Geschichte

### Gründung und schwieriger Wiederbeginn der Produktion
Gemäß den Bestimmungen des Alliierten Kontrollrates über die Demilitarisierung Deutschlands wurden die Werke der F. A. Lange Metallwerke AG Aue unter Sequester gestellt. Entgegen den Bestrebungen der Sächsischen Landesregierung, das Unternehmen in Volkseigentum zu überführen, entschied sich die sowjetische Besatzungsmacht für die Demontage von bestehenden Anlagen und Ausrüstungen. Bis Mai 1946 waren 60 bis 70 Prozent der Kapazitäten am Standort in Olbernhau demontiert und abtransportiert worden, ebenso sämtliche Metallvorräte und Fertigerzeugnisse.
Am 29. April 1947 wurde die Werksanlagen in Landeseigentum überführt, das neue Unternehmen führte die Bezeichnung Sächsische Blechwalzwerke Olbernhau. Einen Monat darauf erfolgte auch die formelle Abkehr von der weiterhin vorgesehenen Demontage. Zunächst erfolgte aus den wenigen Materialbeständen die Fertigung von kleineren Gebrauchsgegenständen, die von der Bevölkerung dringend benötigt wurden.
Der Werksstandort konnte sich auf eine über 400-jährige Erfahrung in der Buntmetallurgie stützen, dagegen entschied die Sowjetische Militäradministration, dass fortan Erzeugnisse aus Stahl zu fertigen sind.
Insgesamt gesehen war die bei Wiederbeginn der Produktion verfügbare Technik der der vormaligen, demontierten im Rückstand. Zudem führte die prekäre Energiesituation zu Produktionsausfällen. Einer geplanten Ausstoßmenge von 442 Tonnen im ersten Jahr stand eine tatsächliche Menge von 272 Tonnen gegenüber. Bis 1949 gelang es dann, durch Investitionen in Maschinen und Anlagen die Produktion stark zu steigern, in jenem Jahr konnte eine neue Walzstraße in Betrieb genommen werden.
Ab Juli 1948 gehörte das Werk zur neugegründeten VESTA (Vereinigung Volkseigener Betriebe zur Produktion und Verarbeitung von Roheisen, Stahl- und Walzwerkerzeugnissen), fortan firmierte das Werk als VEB Blechwalzwerk Olbernhau.

### Bestehen und Betrieb nach 1950
Durch die staatliche Teilung Deutschlands entstand ein großer Bedarf an gewalzten Blechen in der DDR, was dem Werk zu weiterem Aufschwung verhalf. 1949 belief sich die Jahresproduktion auf 8.397 Tonnen. Durch weitreichende Investitionen konnte diese Menge im folgenden Jahr auf 16.543 Tonnen gesteigert werden. Schwerpunkt war hierbei die Dynamo- und Trafoblechproduktion.
In Anbetracht des ersten Fünfjahrplans, nach welchem durch das Werk mit seinen Produkten ein entscheidender Beitrag zum Wiederaufbau der Industrie in der DDR zu leisten war, musste dementsprechend die vorhandene Bausubstanz grundlegend angepasst und erweitert werden. Im Zeitraum von 1951 bis 1956 wurden die vorhandenen Walzhallen während der laufenden Produktion mit neuen, 12 Meter hohen Hallen überbaut und nach Abschluss die nunmehr entbehrlichen, 5 Meter hohen Hallen abgebrochen. Die ökonomische Wirkung dieser Investitionen war bahnbrechend. Der Zeitaufwand diverser Arbeiten konnte durch die integrierten Krananlagen deutlich verkürzt werden. Mit dem Jahr 1956 stand erstmals ein positives Betriebsergebnis zu Buche. Zudem wurde in diesem Zeitraum ein neues Kesselhaus sowie ein Trafogebäude errichtet. Nunmehr sollten 35.000 Tonnen Blech im Jahr produziert werden.
In der zweiten Hälfte der 1950er Jahre zielten weitere Investitionen auf eine zunehmende Mechanisierung der Produktionsabläufe und damit Qualitätssteigerungen ab. Allerdings wurden bis 1964 lediglich kleinere Maßnahmen der Mechanisierung und Rationalisierung durchgeführt.
Einschneidend für die weitere Entwicklung der Produktion wurden der Mauerbau beginnend am 13. August 1961 sowie daran anschließende Maßnahmen der DDR und die darauf folgenden Reaktionen seitens der BRD. Letztere hatte als Gegenreaktion den innerdeutschen Handel aufgekündigt, was die Anforderungen an den VEB Blechwalzwerk steigen ließ, um den Ausfall von Warenlieferungen zu kompensieren. Ab 1963 lieferte das Werk auch für den Export in RGW-Länder. Allerdings waren die Möglichkeiten zur Produktionssteigerung mit der vorhandenen Technik ausgereizt. Erst mit Inbetriebnahme einer neuen Grobblechstraße 1964/65 und anderen Teilmechanisierungen wurde dieser Zustand zumindest teilweise verbessert.

### Bestehen und Betrieb innerhalb des Bandstahlkombinates Eisenhüttenstadt
Zum 1. Januar 1969 entstand das Bandstahlkombinat Eisenhüttenstadt (BKE). Ihm gehörten sieben Betriebe an, die bis dahin der VVB Stahl- und Walzwerke Berlin sowie der VVB Eisenerz/Roheisen Saalfeld unterstanden. Neben dem Eisenhüttenkombinat Ost (EKO) waren dies: das Eisenhüttenwerk Thale, die Walzwerke Finow und Burg sowie das Blechwalzwerk Olbernhau. Ferner wurden die Kaltwalzwerke Oranienburg und Bad Salzungen dem BKE angegliedert.
Mit Eingliederung in das BKE entstanden einheitliche Leitungsstrukturen für alle zugehörigen Betriebe. Das Kombinat regelte Planung und Leitung und setzte die Zusammenarbeit über Richtlinien durch. Die Betriebe behielten jedoch ihre Eigenverantwortung in Belangen der ökonomischen und technischen Entwicklung.
Am 21. Dezember 1971 wurde ein Rekord eingefahren, der Jahresausstoß überschritt erstmals die Menge von 100.000 Tonnen gewalzter Bleche. Die kontinuierliche Steigerung der Produktion wurde durch technische Rekonstruktionen, Rationalisierungen, Umsetzung von Neuerungsvorschlägen sowie die Einsatzbereitschaft der Belegschaft erreicht.
Der Mechanisierungsgrad stieg im Zeitraum 1973–1978 von 72 auf 80 Prozent. Am 1. Mai 1973 war die Umstellung auf den Energieträger Erdgas abgeschlossen.

### Bestehen und Betrieb nach 1980
Bedeutsam für die weitere Entwicklung des Werkes war die Einstellung der Produktion von Blechen für die Elektroindustrie im Jahre 1983. Mit den bestehenden technischen Anlagen konnten die seitens der Abnehmer geforderten Qualitätsstandards nicht erfüllt werden, weshalb man sich in der DDR für den Import dieser Produkte entschied. Fortan wurden Fein-, Grob- und Riffelbleche für den Schiff-, Waggon- und Fahrzeugbau sowie den Schwermaschinenbau produziert.
Mit Beschluss des Ministerrates der DDR zur Konsumgüterproduktion wurde 1973 im Betrieb eine eigene, entsprechende Abteilung ins Leben gerufen und sich in einer separaten Halle eingerichtet. Produziert wurden u. a. Rohranschlüsse und Regentonnen. Vom damaligen VEB Polytechnik in Frankenberg wurde die Fertigung der Kleintransportwagen „Rollfix“ übernommen und fortgeführt. Zudem war man Zulieferer von stählernen Hockergestellen für die Sitzmöbelindustrie in Neuhausen und Oederan.
In den 1980er Jahren wurde euch für den Export in westliche Länder produziert, um Devisen zu erwirtschaften. Bereits 1974 waren Bleche in die USA, die BRD und Belgien geliefert worden. Zu Beginn der 1980er Jahre begann auch die Fertigung von Rationalisierungsmitteln wie Hebebühnen, Kettenbändern und Ersatzteilen für den Eigenbedarf.

### Wendezeit und Abwicklung nach der deutschen Wiedervereinigung
Im ersten Halbjahr 1989 wurde von der Betriebsleitung eine bis in das Jahr 1995 reichende Konzeption vorgelegt. Bedeutsame Steigerungen in der Produktion waren nicht vorgesehen, auch weil das Werk in seiner räumlichen Ausdehnung am Standort an die Grenzen des Möglichen gestoßen war. Eine grundlegende Weiterentwicklung der technischen Anlagen war nicht vorgesehen.
Am 1. März 1990 beschlossen der Generaldirektor des BKE sowie die Direktionen der zugehörigen Betriebe die Umwandlung der Kombinatsbetriebe in GmbHs als Tochtergesellschaften der seinerzeit in Gründung befindlichen EKO Stahl AG. Der formelle Schritt zur Umwandlung in eine GmbH wurde am 16. Mai 1990 vollzogen.
Mit Inkrafttreten der Währungs-, Wirtschafts- und Sozialunion am 1. Juli 1990 und damit der Einführung der D-Mark als offizielles Zahlungsmittel brach der Absatzmarkt innerhalb kürzester Zeit zusammen, der Versuch der Erschließung neuer Absatzmöglichkeiten scheiterte. Am 5. Oktober 1990 wurde die Produktion gänzlich eingestellt, bereits am 30. Oktober fasste der Aufsichtsrat aufgrund der prekären wirtschaftlichen Situation den Beschluss zur Liquidierung. Nach 453 Jahren endete damit endgültig die Geschichte der Metallurgie am Standort.
Am 31. März 1992 war der Betrieb schlussendlich abgewickelt.

### Nachnutzung des Werksgeländes und teilweiser Abriss
Im Areal zwischen Flöha und Grünthaler Straße siedelten sich nach 1992 diverse mittelständische Unternehmen an. Die Objekte des auf der gegenüberliegenden Seite der Flöha liegenden Areals wurden von 2007 bis Ende 2010 gänzlich abgebrochen und das Gelände anschließend renaturiert.